# Kvänslöv
Kvänslöv är en bebyggelse väster om Ljungby i Ljungby kommun. Från 2020 avgränsar SCB här en småort.